# Kruisstraat (Utrecht)
De Kruisstraat, vroeger de Kruissteeg, is een straat van de Nederlandse stad Utrecht die loopt vanaf de Biltstraat tot aan de Wittevrouwensingel en ligt in de wijk Buiten Wittevrouwen.
Er komen drie straten uit op de Kruisstraat, de Kruisdwarstraat, Van Lidth de Jeudestraat en het Steven Buitendiekplein.
De straat is bekend omdat hier van 1871 tot 1955 het concertgebouw Tivoli gevestigd was, met aan de andere kant de voormalige Stevensfundatie. De Stevensfundatie is in de jaren 1970 voor het grootse gedeelte afgebroken om plaats te maken voor nieuwbouw plus een parkeergarage; er is alleen nog het pand overgebleven op de hoek van de Biltstraat en de Kruisstraat.
In 1866 werd in de Kruisstraat een Rijks HBS gevestigd; nu zit in dit gebouw Parnassos, cultuurcentrum van de Universiteit Utrecht.
Het Museum Maluku was in de Kruisstraat gevestigd van 2008 tot 2013.

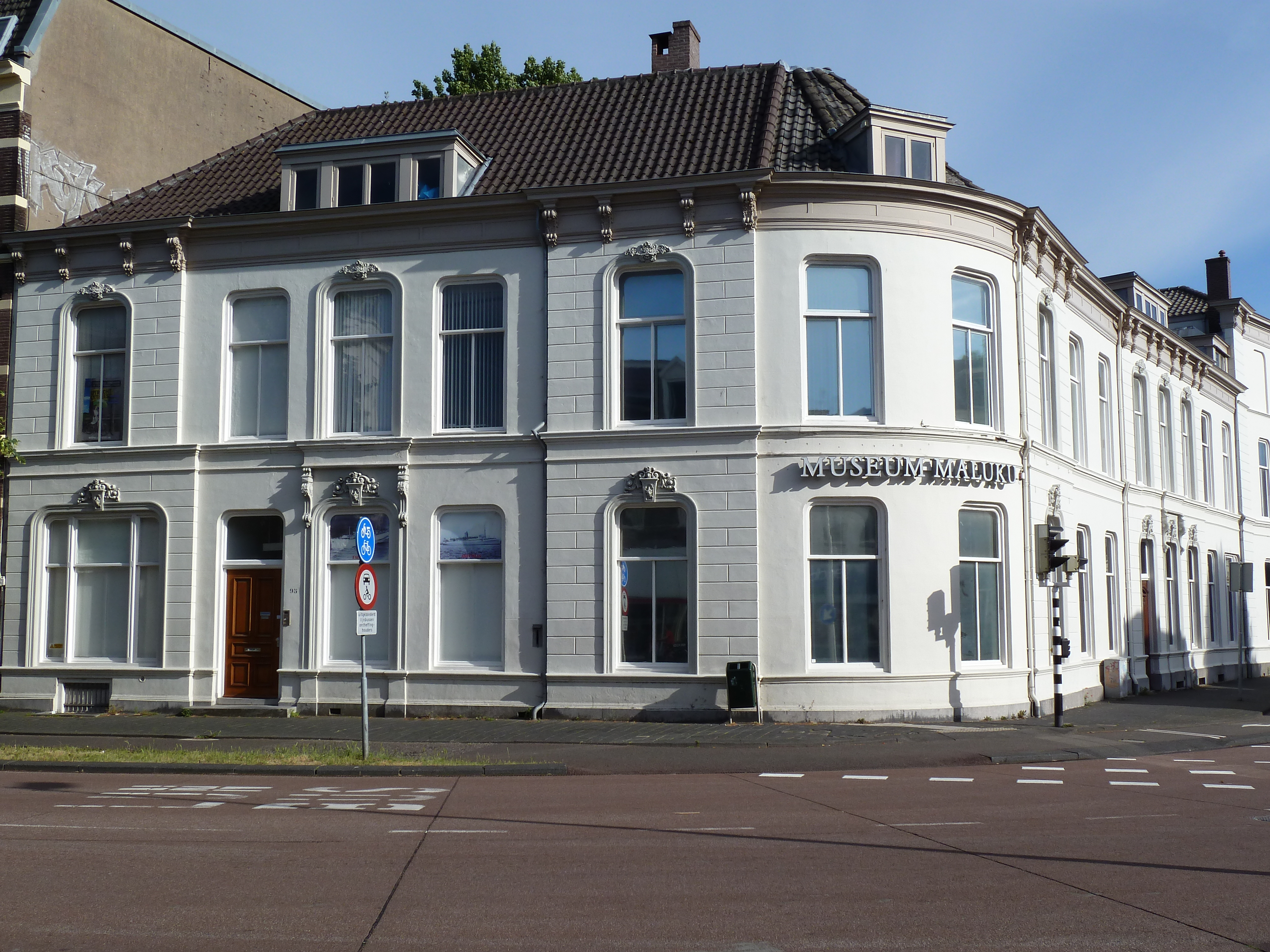
voormalig Museum Maluku in de Kruisstraat 13 hoek Biltstraat
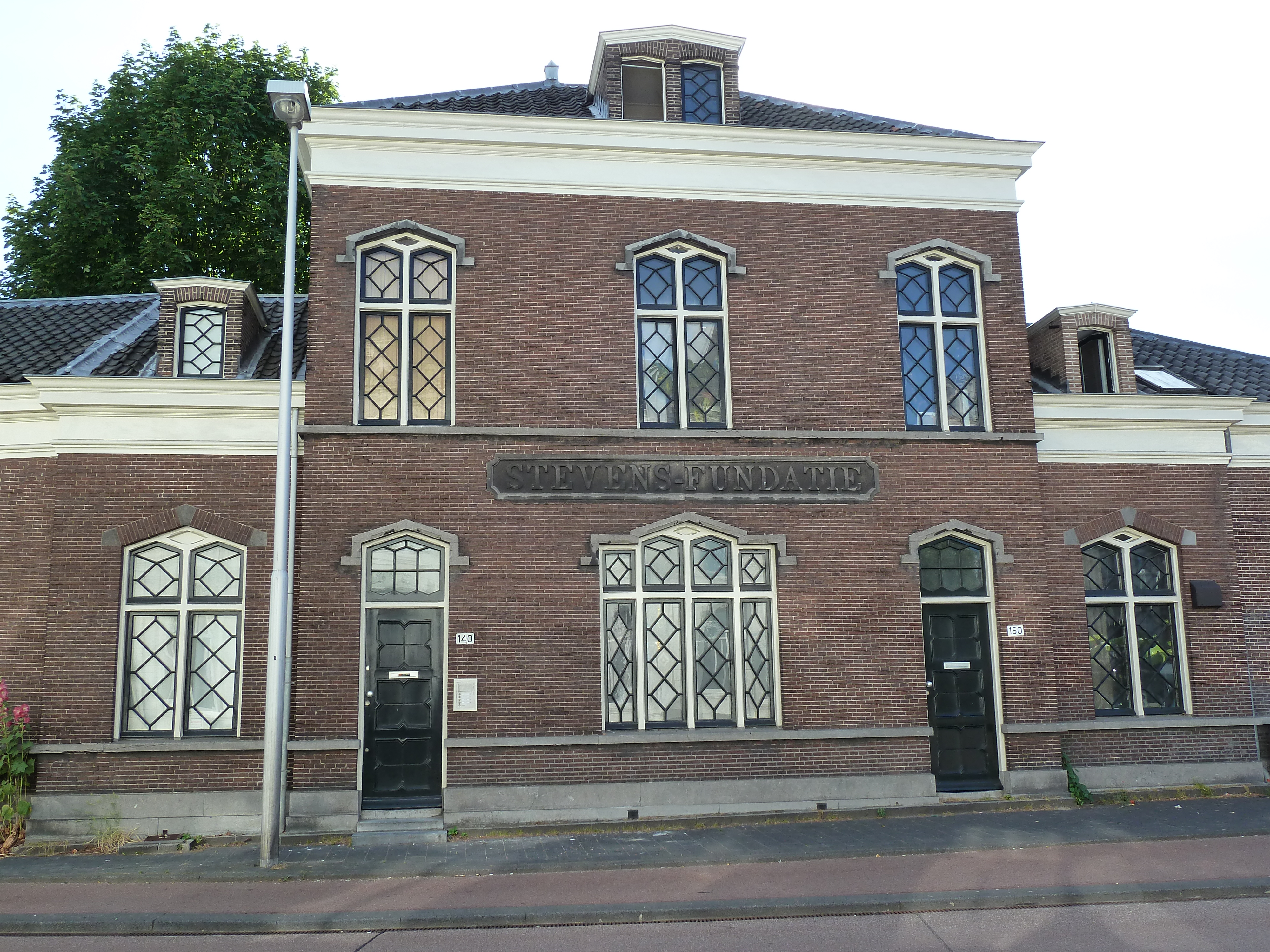
Overgebleven gebouw van de Stevensfundatie aan de Kruisstraat
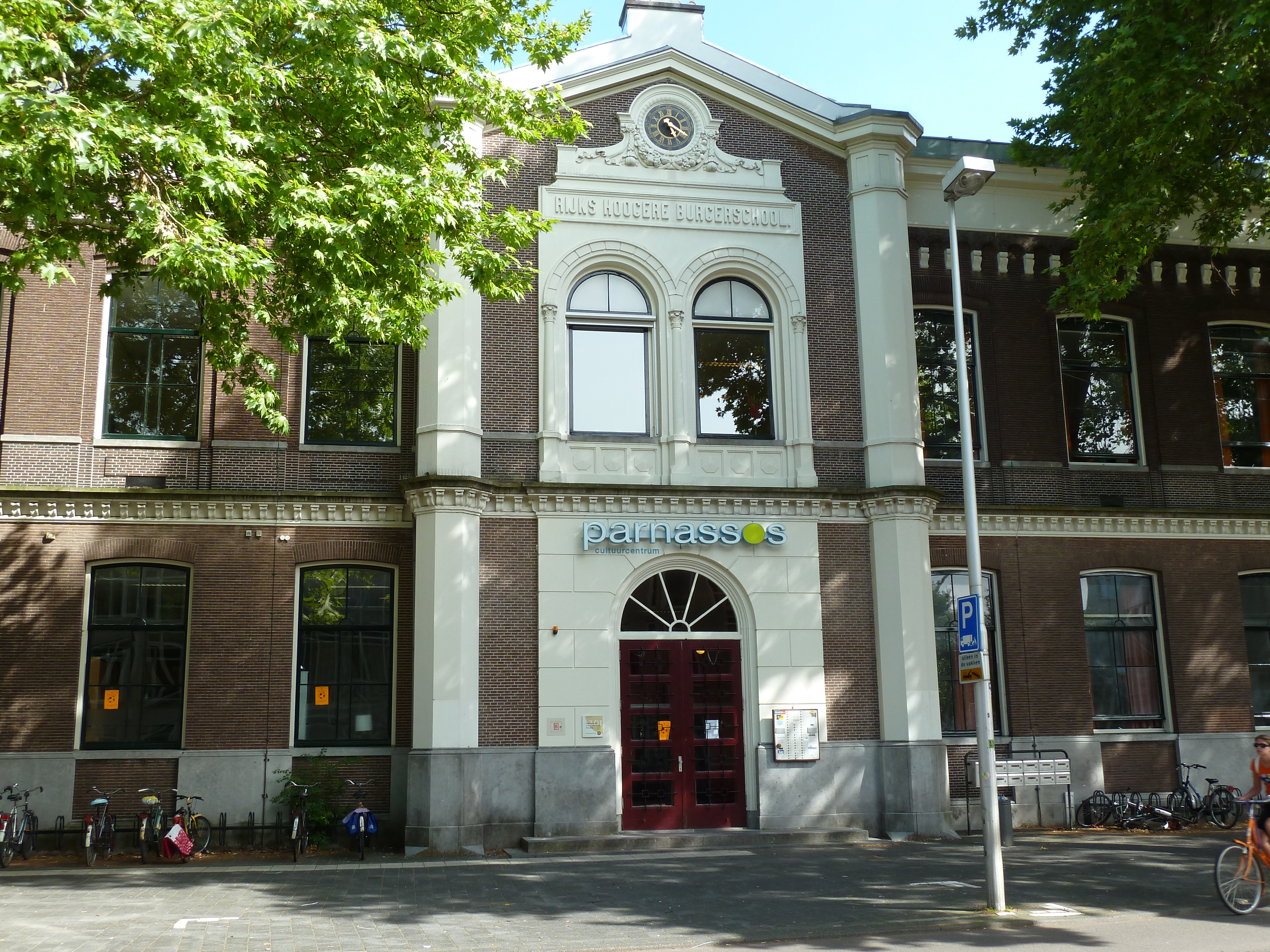
voormalige Rijks Hogere Burgerschool, Kruisstraat 201

Deken Roesstraat ·
Gasthuisstraat ·
Kruisstraat ·
Maliebaan ·
Monseigneur van de Weteringstraat ·
Nachtegaalstraat ·
Oorsprongpark